# Pycnophallium rhoidoides
Pycnophallium rhoidoides är en fjärilsart som beskrevs av John Nevill Eliot. Pycnophallium rhoidoides ingår i släktet Pycnophallium och familjen juvelvingar. Inga underarter finns listade.